# Restaurant Kommandanten
Restaurant Kommandanten var en dansk restaurant, beliggende på Ny Adelgade i Indre By i København. Den var den første restaurant i landet der blev tildelt to stjerner i Michelinguiden. Den eksisterede fra 1988 til 2007.

## Historie
I 1988 åbnede restauratør Lars Nielsen Restaurant Kommandanten i stue- og kælderetagen i bygningen fra 1698 på Ny Adelgade 7 i København. Lokalerne blev indrettet af kunstner Tage Andersen, og fik plads til 35 spisende gæster. Maden var gourmet fra det franske køkken, og der var fem kokke om at anrette maden. 
Restauranten blev, med Morten Juul Andersen ved roret, i foråret 1992, tildelt én stjerne i Michelinguiden, hvilket gentog sig året efter. Guidens inspektører fratog Kommandanten stjerne i 1994, for så at igen tildele den fra 1995. I marts 1997 blev restauranten som den første i Danmark tildelt to stjerner i den berømte guide. Dette skete efter at den franske mesterkok Francis Cardenau var blev ansat som køkkenchef. I slutningen af 1999 forlod Cardenau køkkenet, og ny køkkenchef som skulle sikre de to Michelin-stjerner blev Mikkel Maarbjerg. Han var på Kommandanten indtil foråret 2002, hvor ham og souschef Jens Vestergaard Jensen forlod stedet, for at åbne Restaurant Ensemble. På dette tidspunkt havde Kommandanten stadigvæk sine to stjerner fra 1997. Rasmus Oubæk blev ansat som restaurantens nye køkkenchef. Her havde kun ansvaret i kort tid, da han efter uenighed med ejer Lars Nielsen forlod stedet, og overlod køkkenet til René Warn. I slutningen af 2003 blev Kasper Rune Sørensen, og han kunne få måneder efter igen se restauranten få to stjerner. 2004 blev også sidste år hvor Kommandanten havde to Michelin-stjerner, da den nye køkkenchef ved uddelingen i marts 2005 måtte nøjes med én.
Efter flere års nedgang i de økonomiske resultater, valgte restauratør Lars Nielsen i januar 2007 at lukke Kommandanten. På dette tidspunkt havde restauranten siden 1992, med undtagelse af 1994, minimum haft én stjerne i Michelinguiden. Lokalerne blev solgt til en jysk entreprenør, der ville indrette butikker på stedet.